# 1-甲基-3-苯基苯并咪唑碘化物
1-甲基-3-苯基苯并咪唑碘化物是一种有机化合物，化学式为C14H13IN2。它可由1-苯基-1H-苯并咪唑和碘甲烷在室温反应得到。它和氟硼酸银在乙腈中反应，可以得到1-甲基-3-苯基苯并咪唑四氟硼酸盐。